# Армия освобождения Косова
А́рмия освобожде́ния Ко́сова (АОК; алб. Ushtria Çlirimtare e Kosovës, UÇK; серб. Ослободилачка војска Косова, ОВК / Oslobodilačka vojska Kosova, OVK) — албанская военизированная организация, боровшаяся за отделение Косова от СРЮ.
После бомбардировок Югославии была легализована как Корпус защиты Косова; её члены вошли в состав местной администрации. Политическим крылом UÇK является основанная в 1999 году Демократическая партия Косова.

## История

### Возникновение
Точное время создания Армии освобождения Косова не известно. Один из лидеров АОК Рамуш Харадинай утверждал, что она начала деятельность в 1994 году с объединения нескольких албанских вооружённых группировок. Гаагский трибунал датировал создание АОК серединой 1990-х гг., а в 1996 году произошли первые нападения на югославскую полицию. Югославские генералы Вилич и Тодорович писали, что она была сформирована в 1992 году, когда косовские албанцы приняли решение о формировании подпольных отрядов. Согласно воспоминаниям полковника Тахира Земая, подготовка кадров для вооружённых формирований первоначально велась в самом Косове в местных спортивных клубах. В 1993 году албанцами была сделана попытка создать Министерство обороны Косова, однако многие организаторы данной акции были арестованы югославской полицией.

## Организация
В организационном плане АОК состояла из Штаба, расположенного в Кукеше в Албании, и семи оперативных зон на территории Косова и Метохии.
1-я оперативная зона занимала северную часть Центрального Косова, 2-я — северо-восток Косова, 3-я — запад Косова, 4-я — север Косова, 5-я — южную часть Центрального Косова, 6-я — восток Косова, 7-я — юг Косова. В каждой оперативной зоне АОК было несколько «бригад», в реальности каждая из которых была размером в батальон. Официально они насчитывали тысячу бойцов, разделённых на 20 рот по 50-60 человек каждая, однако в действительности они были меньше.
В 1998—1999 гг. членов АОК тренировали инструкторы из ЦРУ и британской Специальной авиадесантной службы. Их подготовка осуществлялась на территории Албании в лагерях в Кукеше, Тропойе, Байрам Курри и Лабиноте.
В составе АОК против югославских силовиков воевали несколько подразделений, которые слабо контролировались албанским командованием. Среди них: отряд «Чёрные лебеди» ветеранов армии боснийских мусульман, 400 человек в Албанско-Американской Атлантической бригаде под командованием Гарни Шеху, 120 бойцов в отряде из Ирана, боснийско-албанский отряд под командованием египтянина Абу Исмаила, а также многочисленные моджахеды из Афганистана, Алжира, Чечни, Египта, Саудовской Аравии и Судана.

## Финансирование
По данным организации «Совет по международным отношениям», АОК финансировалась от торговли наркотиками.
По данным западных исследователей, АОК финансировались албанской диаспорой из США и стран Европы.

## Присяга
Я, солдат Армии освобождения Косово, клянусь бороться за освобождение албанских земель и их объединение.
Я всегда буду верным солдатом, достойным борцом за свободу, бдительным, мужественным и дисциплинированным, готовым в любой момент, даже ценой своей жизни, сражаться, защищая священные интересы Родины.
Если я нарушу эту клятву, пусть я буду наказан по самым суровым законам войны, а если предам, пусть прольется моя кровь.
Клянусь, клянусь, клянусь!
Оригинальный текст (алб.)Unë, ushtar i Ushtrisë Çlirimtare të Kosovës, betohem se do të luftoj për çlirimin e tokave shqiptare dhe bashkimin e tyre.

Do të jem përherë ushtar besnik, luftëtar i denjë i lirisë, vigjilent, guximtar dhe i disiplinuar,
i gatshëm që në çdo kohë pa kursyer as jetën time
të luftoj për t'i mbrojtur interesat e shenjta të Atdheut.
Nëse shkel këtë betim, le të ndëshkohem me ligjet më të ashpra të luftës dhe nëse tradhtoj, qoftë i humbur gjaku im.

Betohem, betohem, betohem!

## Критика АОК
По данным Союзной Республики Югославии, Совета безопасности ООН и ряда других организаций, АОК ответственна за террористические акты в Косове и Метохии.
Власти Сербии обвиняют АОК в массовом истреблении и изгнании коренного сербского населения из Косова и Метохии.

### Обвинения в торговле человеческими органами
АОК неоднократно обвинялась в торговле человеческими органами.
В 2008 году бывший прокурор Гаагского трибунала Карла дель Понте опубликовала книгу «Охота. Я и военные преступники», где подробно рассказала о похищении албанцами в 1999 году 300 сербов, цыган и не лояльных Хашиму Тачи албанцев. По данным дель Понте, у похищенных забирали почки и сердце. Органы переправляли в Европу, Израиль и Турцию. Причем оставшиеся с одной почкой пленные были вынуждены ждать клиента, желающего получить их вторую почку. В окрестностях Бурреля в Албании дель Понте нашла дом, где проводились операции по изъятию органов. Там оставались следы крови, остатки медикаментов и перевязочных средств. Однако МТБЮ не начал расследование. По словам дель Понте, чиновники Миссии ООН по делам временной администрации в Косове, которую возглавлял будущий министр иностранных дел Франции Бернар Кушнер, помешали завершить расследование преступлений косовских албанцев. Директор Центра по изучению балканского кризиса Института славяноведения РАН и член Сената Республики Сербской Елена Гуськова отметила:
Было огромное количество пропавших без вести – это были сербы и албанцы, но в основном сербы – как раз их убивали на эти органы. И, видимо, на эти деньги албанцы и воевали
12 декабря 2010 года Дик Марти в Страсбурге на заседании комитета Совета Европы по юридическим вопросам и правам человека представил доклад, в котором обвинил Хашима Тачи в торговле человеческими органами. Согласно докладу, главную роль в этой торговле играл начальник медицинской службы террористической организации Армия освобождения Косова Шарип Муджа, политический советник главаря АОК и премьер-министра самопровозглашенной республики Косово Хашима Тачи. При этом в спецдокладе имя Хашима Тачи упоминается 27 раз на 27 страницах. Он и другие члены «Дреницкой группы» постоянно называются главными игроками в разведывательных докладах о косовских структурах организованной преступности. «Дреницкая группировка» занималась заказными убийствами, контрабандой оружия, наркотиков и человеческих органов на территории Восточной Европы, а донорами были сербские военнопленные. После этого Евросоюз и его гражданская миссия в Косове начали сбор доказательств.
10 сентября 2012 года сербская Прокуратура по военным преступлениям опубликовала показания свидетеля — бывшего бойца Армии освобождения Косова. Он рассказал об участии в хирургической операции, во время которой у сербского пленника было извлечено сердце. Был ли пленный жив или мертв на момент начала операции, свидетель не уточнил. Также свидетель описал транспортировку органа в аэропорт Ринас близ Тираны — столицы Албании. По его словам, сердце затем было продано на чёрном рынке. Кроме того, албанец рассказал, что бойцы Армии освобождения Косова проходили специальную подготовку по извлечению органов из человеческих тел.

## Известные полевые командиры
- Адем Яшари;
- Хашим Тачи;
- Агим Чеку;
- Рамуш Харадинай.

## Реорганизация Армии освобождения Косова
21 июня 1999 года между командующим войск НАТО в Косово Майклом Джэксоном и Хашимом Тачи подписано «Заявление о демилитаризации и трансформации Армии освобождения Косова», согласно которому АОК была реорганизована в Корпус защиты Косова. Новая организация перешла под контроль специального представителя ООН в Косово и на неё были возложены самые разнообразные функции: спасательные и восстановительные работы при стихийных бедствиях, разминирование, доставка гуманитарной помощи и т. п.

## Суд по военным преступлениям АОК
В январе 2016 года стало известно, что в Гааге будет создан Специальный суд по Косово, который займется расследованием военных преступлений АОК, совершенных в 1999—2000 гг. 5 сентября 2016 года главным прокурором суда был назначен американский юрист Дэвид Швендиман.
По данным представителей суда, чтобы избежать возможного давления, косовские судьи не будут участвовать в его деятельности. В то же время, член ПАСЕ Дик Марти заявил, что некоторые свидетели, которые должны были выступить перед судом, уже убиты, чтобы скрыть следы преступлений.